# Hendrik Feldwehr
Hendrik Feldwehr (* 18. August 1986 in Bremerhaven) ist ein ehemaliger deutscher Schwimmer, der sich auf die kurzen Brustdistanzen spezialisierte.

## Sportliche Laufbahn
Feldwehr wurde 2007 zum ersten Mal über 50 Meter Brust Deutscher Meister. 2009 konnte er bei den Deutschen Meisterschaften den Titel erneut gewinnen und war zusätzlich über 100 Meter Brust siegreich.

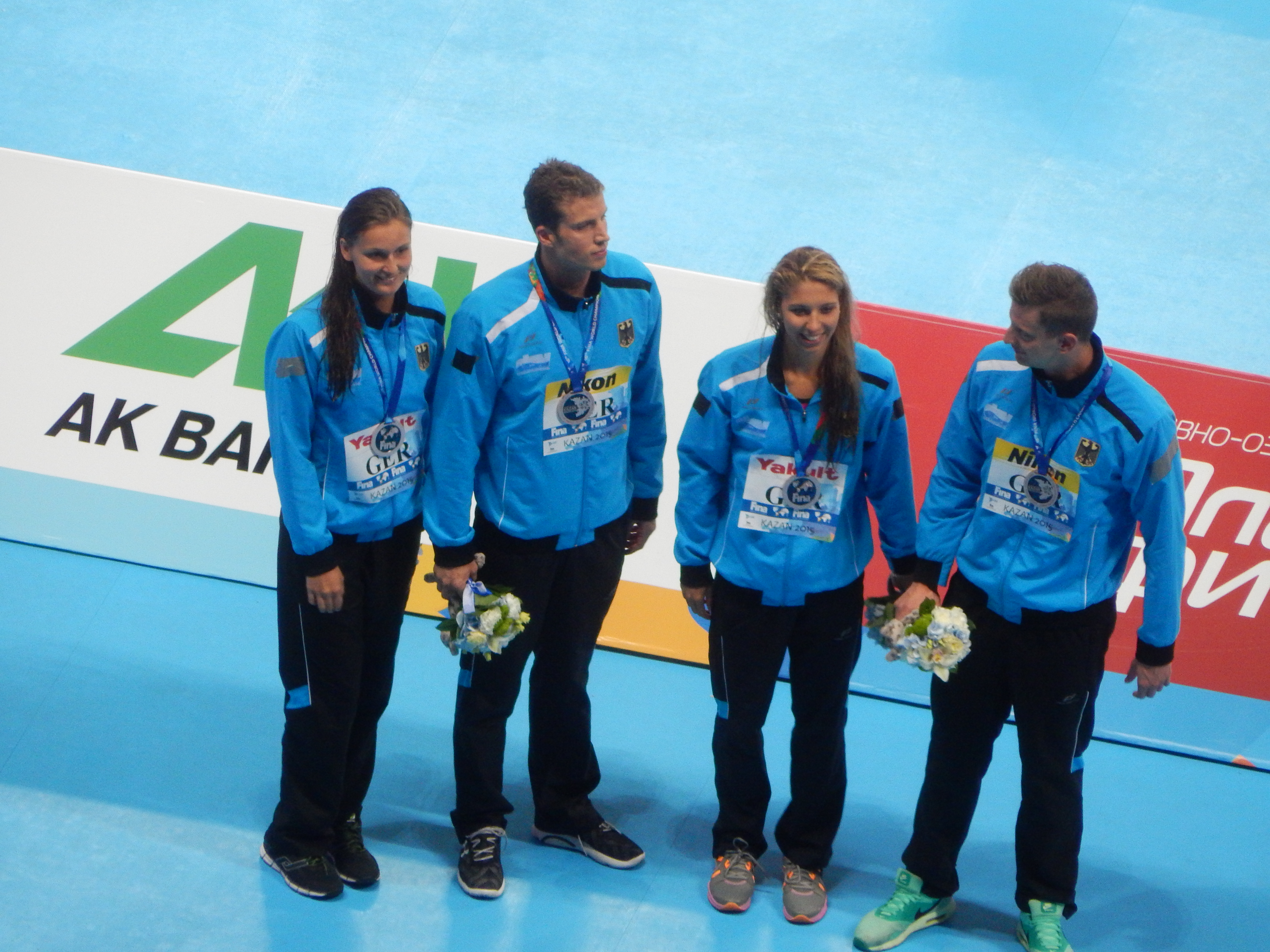
Feldwehr bei der WM 2015 (2. v. li.)

Seinen größten Erfolg feierte Feldwehr bei den Weltmeisterschaften 2009 in Rom mit dem Erreichen des vierten Platzes über 50 Meter Brust in der neuen Europarekordzeit von 26,95 Sekunden. Außerdem gewann er gemeinsam mit der deutschen 4-mal-100-Meter-Lagenstaffel die Silbermedaille und belegte über 100 Meter Brust den siebten Rang.
Wenige Monate später gewann Feldwehr den Kurzbahneuropameisterschaften 2009 in Istanbul mit der 4-mal-50-Meter-Lagenstaffel die Silbermedaille und erreichte über 50 Meter Brust das Finale, in dem er den neunten Endrang belegte. Über 100 Meter Brust erreichte er Platz elf.
2012 nahm er an den Olympischen Spielen in London teil.
Bei den Kurzbahneuropameisterschaften 2013 gewann er in der 4-mal-50-Meter-Lagenstaffel nachträglich Silber, nachdem der als Dopingsünder enttarnte erstplatzierte Russe Witali Melnikow mit seiner Mannschaft überführt worden war.
Feldwehr trainierte bis 2007 bei der SSG Bremen/Bremerhaven und wechselte 2008 zur SG Essen zu Trainer Henning Lambertz. Im Februar 2018 beendete er seine Karriere, zeitgleich mit seiner Freundin Isabelle Härle, die er später heiratete.

## Ehrungen
2009 wurde Feldwehr als „Newcomer des Jahres“ von Nordrhein-Westfalen mit dem „Felix“ ausgezeichnet.